# Houghton Mifflin Harcourt
A Houghton Mifflin Harcourt (HMH) é uma editora de livros, materiais de tecnologia instrucional, avaliações, obras de referência e ficção e não ficção para jovens leitores e adultos.

## Visão geral
A HMH está sediada no distrito financeiro de Boston. Era anteriormente conhecida como Houghton Mifflin Company, mas mudou seu nome após a aquisição de 2007 da Harcourt Publishing. Antes de março de 2010, era uma subsidiária da Education Media and Publishing Group Limited, uma holding de propriedade irlandesa registrada nas Ilhas Cayman e anteriormente conhecida como Riverdeep.